# Krzyczewski

Herb "Krzyczewski I" wedł. J. Ostrowskiego

Herb "Krzyczewski II" wedł. J. Ostrowskiego

Kryczewski – polski herb szlachecki, według K. Niesieckiego i J. Ostrowskiego odmiana herbu Radwan. Według S. Uruskiego autorzy ci nazywają go odmianą mylnie.

## Opis herbu
Krzyczewski (Krzyczewski I u Ostrowskiego):
W polu czerwonem biała chorągiew kościelna o dwóch polach, przeszyta srebrną strzałą bez opierzenia rozdartą, żeleźcem na dól. W koronie ptak z pierścieniem w dziobie.
Według J. Ostrowskego istniała odmiana herbu, określana jako Krzyczewski II:
W polu czerwonem złota chorągiew kościelna o dwóch polach z góry na dól przeszyta srebrną strazałą bez opierzenia rozdartą. W koronie trzy pióra strusie.

## Herbowni
Krzyczewski (Krzyczowski, Kryczewski, Krzeczowski), Krzeczanowski (Kreczanowski).
Ostrowski nie podaje czy herbem Krzyczewski II posługiwały się jakieś inne rodziny niż herbem Krzyczewski I.

### Znani herbowni
- Krzyczewski Kierdiej, z chorążiego sędzia ziemski brzeski 1568, deputat do korekty statuta litewskiego 1569.
- Krzyczewski Krzysztof, deputat na Trybunał Litewski 1618, sędzia ziemski brzeski 1631.
- Krzyczewski Stanisław (jako prawosławny: Michał), rotmistrz husarski, brał udział w walkach przeciw Szwedom, Kozakom i Tatarom, pułkownik kozacki czehryński 1643, w powstaniu Chmielnickiego pułkownik kijowski i hetman nakaźny, poległ 1649 w bitwie pod Łojowem.